# Estonské fotbalové mistrovství 1926
Šestý ročník Eesti jalgpalli meistrivõistluste 1. klass (Estonského fotbalového mistrovství) se konal v roce 1926.
Soutěže se zúčastnilo již devět klubů v systému play off. Vítězem turnaje se stal poprvé ve své klubové historii Tallinna JK, který porazil ve finále obhájce titulu ESK Tallinna Sport (4:1).